# Bazincourt-sur-Epte
Bazincourt-sur-Epte é uma comuna francesa na região administrativa da Normandia, no departamento de Eure. Estende-se por uma área de 11,02 km². Em 2010 a comuna tinha 780 habitantes (densidade: 70,8 hab./km²).